# Batrachia
Batrachia je klada vodozemaca koja obuhvata žabe i salamandere, ali ne beznogi vodozemci niti izumrli alokaudati. Ime Batrachia prvi je upotrebio francuski zoolog Pjer Andre Latrej 1800. godine za označavanje žaba, ali je nedavno definisano u filogenetskom smislu kao čvorno zasnovan takson koji uključuje poslednjeg zajedničkog pretka žaba i daždevnjaka i svih njihovih potomaka. Ideja da su žabe i daždevnjaci bliži među sobom nego što je bilo koji od njih sa cecilijanima snažno je podržana morfološkim i molekularnim dokazima, oni su na primer jedini kičmenjaci koji mogu da podižu i spuštaju oči, mada postoji alternativna hipoteza po kojoj su daždevnjaci i cecilije jedni drugima najbliži rođaci kao deo klade koja se zove Procera, sa žabama pozicioniranim kao sestrinskim taksonom ove grupe.